# Бланкенбург, Герман Людвиг
Герман Людвиг Бланкенбург (14 ноября 1876, Бад-Лангензальца — 15 мая 1956, Везель) — немецкий композитор и дирижёр. Автор более тысячи маршевых композиций, на пике популярности имел прозвище «Король маршей» (нем. Marschkönig).

## Биография
Герман был единственным сыном среди трёх детей Иоганна Генриха и Эрнестины Фредерики Кох Бланкенбург. При рождении получил второе имя Луи, но позже изменил его на Людвиг, предположительно, в честь Бетховена. Должен был унаследовать хозяйство отца, однако вместо хозяйственной деятельности рано обнаружил склонность к музыке, особенно к игре на пикколо — его любимому инструменту в течение жизни.
Семья Германа согласилась с его профессиональным выбором в обмен на обещание двенадцатилетней службы в армии. Бланкенбург самостоятельно освоил различные музыкальные инструменты, в том числе фагот, тубу и скрипку, в возрасте десяти лет возглавлял школьный оркестр. В течение 1896—1898 служил тубачем 6-го полка полевой артиллерии с дислокацией в Бреслау. После этого в начале I-й мировой войны находился в составе резервистов. В 1913-15 году служил музыкантом в составе полка полевой артиллерии № 43 с дислокацией в Везеле. Именно в этом городе, после того как был комиссован по состоянию здоровья, впоследствии провел большую часть своей жизни. Организовал местный оркестр, с которым выступал в Дортмунде, Вуппертале и Дуйсбурге. В течение непродолжительного времени работал полицейским. В 1920 г. женился на Кэти Траутхофф и был арестован за двоежёнство, поскольку в 1898 уже заключил брак с Магдаленой Вайдманн.

## Творчество
Первую композицию сочинил в возрасте восемнадцати лет, в 1904-м представил её на конкурсе маршей от «Hawkes & Son». Композиция Германна, «Abschied der Gladiatoren» получила первый приз среди 5000 композиций, представленных на конкурсе, и стала популярной, как и все последующие из опубликованных впоследствии издательством «Boosey & Hawkes»: «Adlerflug», «Festjubel», «Territorial» и «Mein Regiment».
В 1920-х и 30-х годах композитор достиг всеевропейской популярности. Марши и музыка Бланкенбург входили в репертуар военных и духовых оркестров времён Третьего Рейха, а после плебисцита о принадлежности Саара его марш «Deutsch ist die Saar» стал гимном региона.
В целом Бланкенбург является автором около 1200 маршевых композиций.

## Избранные произведения
- «Adlerflug»
- «Deutsch ist die Saar»
- «Germanentreue»
- «Gruss an Thüringen»
- «Klar zum Gefecht»
- «Frühlingskinder»
- «Treue Waffengefahrten»
- «Unter Kaisers Fahnen»